# C'est Chic
C'est Chic är ett musikalbum av Chic som lanserades 1978 på Atlantic Records. Nile Rodgers och Bernard Edwards skrev och producerade alla albumets låtar. Det var gruppens andra studioalbum och kom att bli deras mest framgångsrika, mycket tack vare discosingeln "Le Freak". Även albumets andra singel "I Want Your Love" blev framgångsrik både i USA och Europa. I Storbritannien fick gruppen sin högsta listplacering för singlar med låten där den nådde fjärde plats. 1991 släpptes skivan för första gången på CD.

## Låtlista
1. "Chic Cheer" – 4:42
2. "Le Freak" – 5:23
3. "Savoir Faire" – 5:01
4. "Happy Man" – 4:17
5. "I Want Your Love" – 6:45
6. "At Last I Am Free" – 7:08
7. "Sometimes You Win" – 4:26
8. "(Funny) Bone" – 3:41

## Listplaceringar
- Billboard 200, USA: #4[1]
- Billboard R&B Albums: #1
- RPM, Kanada: #5[2]
- UK Albums Chart, Storbritannien: #2[3]
- Nederländerna: #9[4]
- Österrike: #21[5]
- VG-lista, Norge: #20[6]
- Topplistan, Sverige: #16[7]